# Петър Здравковски
Петър Здравковски (на македонска литературна норма: Петар Здравковски) с псевдоним Пенко е югославски комунист, югославски политик, дипломат и политик от Социалистическа република Македония.

## Биография
Роден е на 4 ноември 1912 г. в току-що окупирания от Сърбия по време на Балканската война град Прилеп. Завършва основно образование в родния си град, а през 1932 г. и учителската школа в Белград. Там се запознава със социалистическите идеи. След като завършва учителства в селата Грънчари и Подмочани до Ресен. Става член на ЮКП. След навлизането на българските войски в Македония е арестуван и разпитван. След това е интерниран в България. През пролетта на 1943 г. е освободен, а от есента става партизанин в отряд от района на Дебърца.
След Втората световна война преподава във Висшата партийна школа в Скопие и е началник на пресата на правителството на Народна република Македония. От 1947 до 1949 г. е директор на Радио Скопие. Между 1949 и 1950 г. е генерален секретар на Правителството на НРМ. В периода 15 април 1958 – 25 юни 1963 година е член на 7-ия Изпълнителен съвет на Правителството на Народна република Македония. От 1957 до 1962 г. е министър на Съвета по образование (министър на образованието), а след това министър на Съвета по наука. Член на парламента на СРМ. Като министър на образованието е президент на съвета на Скопския университет.
От 1950 до 1953 г. е пълномощен министър (с ранг на посланик) на Югославия в Хелзинки. Между 1953 и 1954 г. е началник на отдела за външни работи в Белград. В периода 1954 – 1957 е генерален консул на Югославия в Марсилия. От 1965 г. е посланик на Югославия в Бейрут (отговарящ и за Йордания), където умира след кратко боледуване през 1967 г. Погребан е с висши почести в алеята на заслужилите граждани в гробището Бутел в Скопие.
На негово име има наречено училище в квартал Бутел в Скопие.

## Награди
- Носител е на Партизански възпоменателен медал 1941 година – 26 октомври 1946
- Югославски орден на братството и единството – 1 юни 1947
- Югославски орден на заслуги за народа II – 1 юни 1947
- Югославски орден за храброст – 14 април 1950
- Голям кръст на ордена на лъва на Финландия (Grand Cross of the Order of the Lion of Finland) – 12 декември 1952
- Югославски орден на Републиката (сребърен венец) – 27 ноември 1961
- Легион на честта на Франция – офицер (Légion d’honneur – officier) 7 май 1956
- Национален ред на кедъра на Ливан (Le grand cordon d’ordre des cèdres) – 11 октомври 1967 (посмъртно)[6].